# Mésange à tête noire
Poecile atricapillus
Espèce
Statut de conservation UICN

 LC  : Préoccupation mineure
Synonymes
- Parus atricapillus
- Poecile atricapilla

La mésange à tête noire (Poecile atricapillus son nom scientifique ) est une espèce de passereaux de la famille des paridés. C'est la plus commune des mésanges d'Amérique.

## Description
D'une longueur de 12 à 14 cm, cet oiseau se caractérise par sa calotte noire, ses joues blanches, le dos gris, le ventre blanc et les flancs chamois parfois elle peut avoir des parties bleutées près des ailes.
Plus petite que la mésange bleue ou charbonnière.
Elle s'hybride naturellement avec la mésange de Gambel (rayure droite a l'oeil, rare), très semblables physiquement .
La mésange noire , très ressemblante est plus petite (10.5 cm) avec une tache blanche à la nuque.
Elle se confond aussi avec les 3 mésanges: lapone, à tête brune et à dos marron couvrant tout ou partie de leur aire de répartition

## Vol
Légèrement ondulé et se caractérisant par des arrêts fréquents, elle va très vite et n'a pas très peur des humains.Selon les circonstances on la verra seule, en paire ou en groupe de 50 ou 100.

## Répartition géographique et habitat
Elle se retrouve en Alaska, au Canada et dans le nord des États-Unis. Elle est sédentaire et occupe presque tous les habitats: les forêts de feuillus ou mixtes, parcs, jardins...

## Chant
Tchic-a-di di-di ou di-di-di-di ou Di-di-di tchic-a. On peut aussi entendre un fi-u.

## Régime alimentaire
Elle se nourrit l’été surtout d'insectes (dont chenilles ), mais aussi de baies, de jeunes bourgeons, de tout petits escargots et de graines de tournesol ou autre, etc.L'hiver, étant privée de beaucoup d'insectes, elle se nourrit de bourgeons, de quelques baies restantes sur les arbustes (aubépine, sureau, buissons ardents), de larves, d'insectes engourdis, de graines qu'elle trouve dans les mangeoires et parfois au sol quand il y a peu de neige.
Elle est très peu farouche et peut venir s'alimenter dans les mains des humains quand ceux-ci lui tendent des graines (tournesols et arachides). Les mésanges adoptent des postures acrobatiques; le plus souvent suspendues la tête en bas pour dénicher leur nourriture dans les endroits les plus inaccessibles.

## Mémoire
La mésange à tête noire fascine les chercheurs car elle peut cacher jusqu'a 500 000 aliments par an dans des cachettes réparties sur plusieurs hectares et elle est capable de se souvenir de toutes ces cachettes, même plusieurs mois plus tard (en période hivernale). Une étude de l'université Columbia (2024) sur l'hippocampe a montré qu'elle crée un souvenir à chaque cache par activation d'une petite partie de ses neurones (entièrement ou en partie à l'aide de gros repères fixes visibles aussi en hiver). La mémoire est également plus efficace car elle consomme beaucoup moins de glucose que les mammifères[réf. souhaitée].

## Reproduction

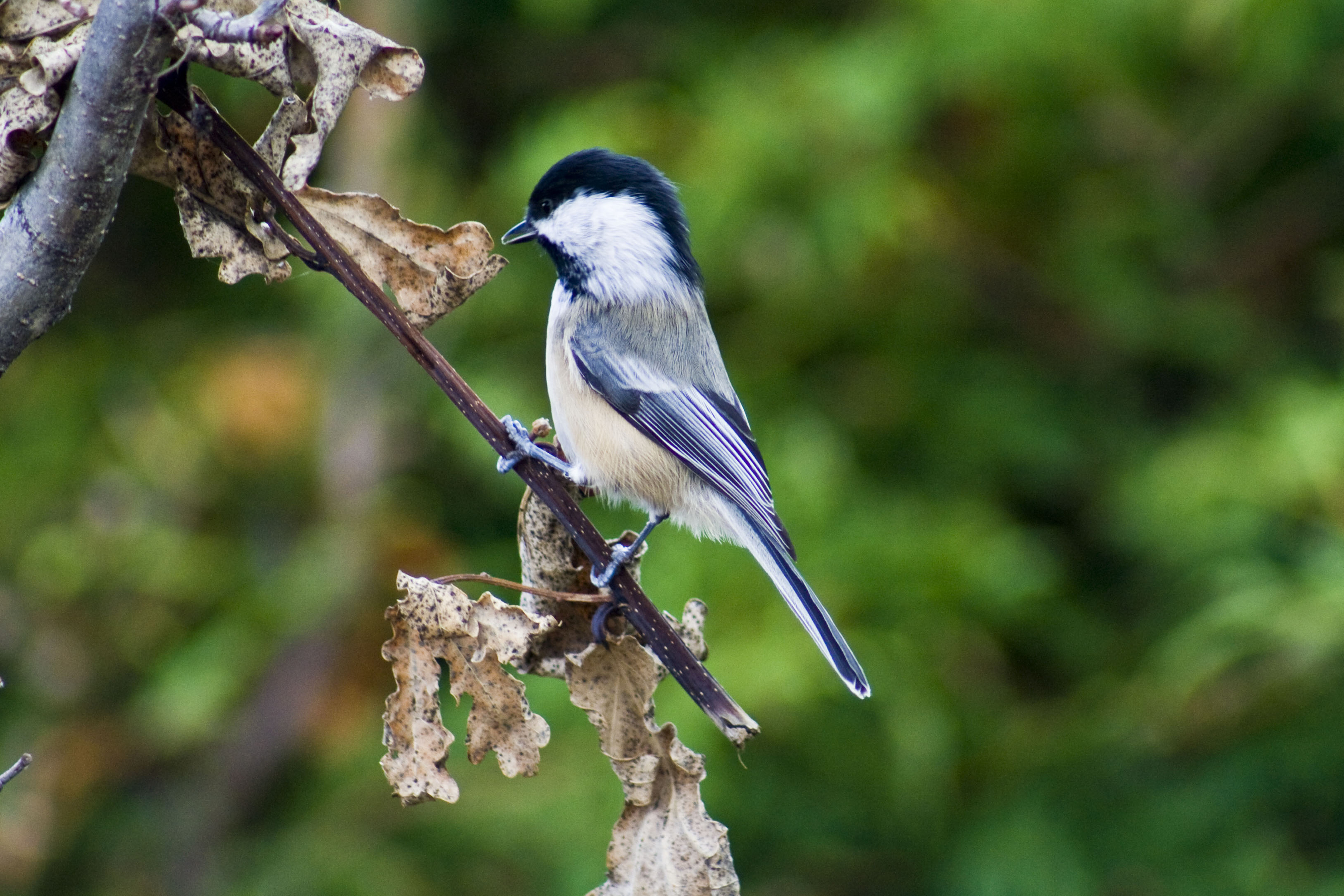

Elle pond de 6 à 8 œufs tachetés de rose très pâle dans un nid situé dans une cavité qu'elle creuse dans le tronc d'un arbre mort ou dans un nichoir. Elle s'abrite quelquefois dans des pots si elle ne trouve pas d'arbre mort. La couvaison, effectuée par la femelle, est de 12 à 16 jours. À la naissance, les oisillons n'ont pas de plumes, mais au bout de 3 jours on peut parfois apercevoir un petit duvet de plume. Il existe une hiérarchie sociale à la becquetée, au cours de laquelle elle dépense toute son énergie  
La sortie du nid a lieu entre 13 et 15 jours, les jeunes mésanges sont alors en plein apprentissage, les parents les nourrissent encore pendant 8 à 10 jours; c'est à ce moment-là qu'on observe des oisillons, dans les haies de jardins, parfois malhabiles pour s'envoler et qu'on croit trop souvent tombés du nid.
Espèce protégée dont la population est en augmentation ferme (après une forte baisse, apd 1990)

## Comportement

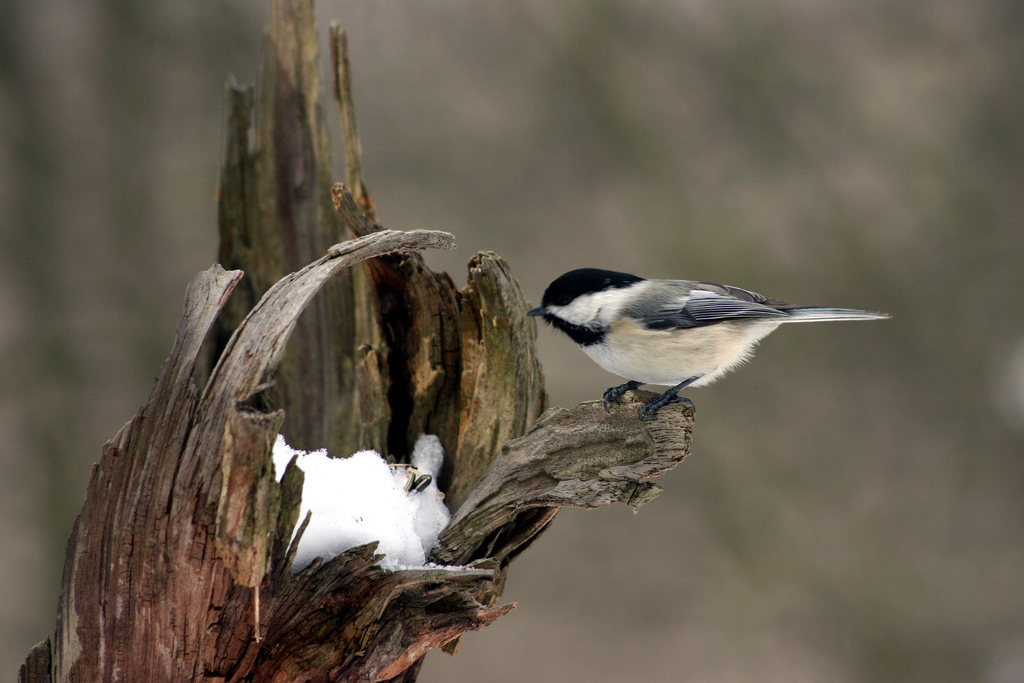

C'est un oiseau grégaire, en dehors de périodes de nidification, elle vit en groupe avec d'autres mésanges. C'est une visiteuse habituelle des mangeoires en hiver. Également, la mésange à tête noire est très curieuse. Elle n'hésite pas à venir manger dans des mains humaines lorsqu'on lui tend des graines de tournesol. Elle entre en hypothermie les nuits froides de l'hiver pour conserver son énergie. Elle est agressive envers les autres espèces.